# Mika Kottila
Mika Kottila (22 settembre 1974) è un ex calciatore finlandese, di ruolo attaccante.

## Carriera

### Nazionale
Kottila ha disputato 31 partite per la Finlandia, segnando 6 reti.

## Palmarès

### Club
- Campionato finlandese: 3

HJK: 1997, 2002, 2003
- Suomen Cup: 2

HJK: 1998, 2003
- Liigacup: 3

HJK: 1994, 1997, 1998

### Individuali
- Capocannoniere della Veikkausliiga: 1

2002 (18 reti)